# Tranvía de Oranjestad
El Tranvía de Oranjestad o Tranvía de Aruba (en neerlandés: Tram van Oranjestad) es una línea de tranvía en la ciudad de Oranjestad la capital de Aruba una dependencia de los Países Bajos en las Antillas. La apertura de la línea fue realizada el 22 de diciembre de 2012.

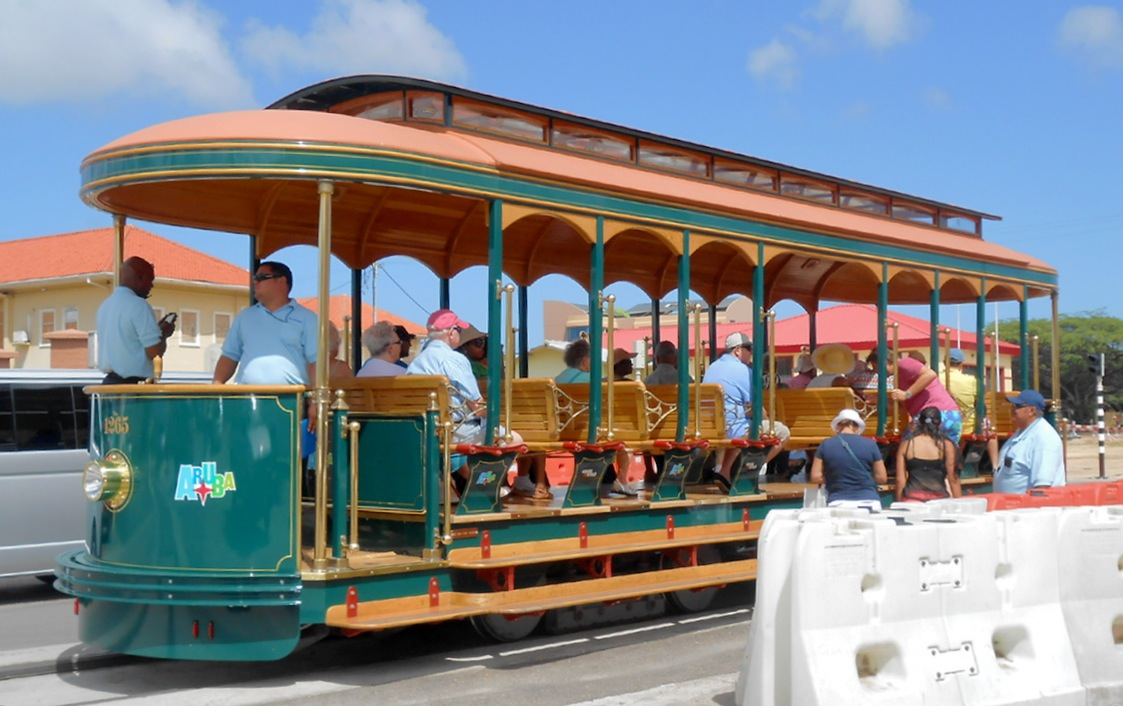
Vista de una unidad del sistema

La línea de tranvía está destinada principalmente a los pasajeros de los cruceros que hacen escala en Oranjestad, y que buscan transporte desde el puerto hasta el centro de la ciudad. La vía única es una línea de 1.9 km desde la Plaza Welcome hasta conectar con la Plaza Comercio. HTM actuó como asesor técnico en la construcción de la línea.

## Historia
La línea es el primer y hasta ahora el único servicio ferroviario de pasajeros en la isla y el resto del Caribe Neerlandés, y el segundo de cualquier tipo, después de un ferrocarril industrial que fue cerrado en 1960. Fue inaugurado el 22 de diciembre de 2012, siete días después de la llegada del primer coche. El servicio regular comenzó el 19 de febrero de 2013. La línea opera diariamente. A principios de 2016 el servicio funciona desde las 9:00 hasta las 17:00, con dos coches en servicio a partir de las 11:00.

## Ruta

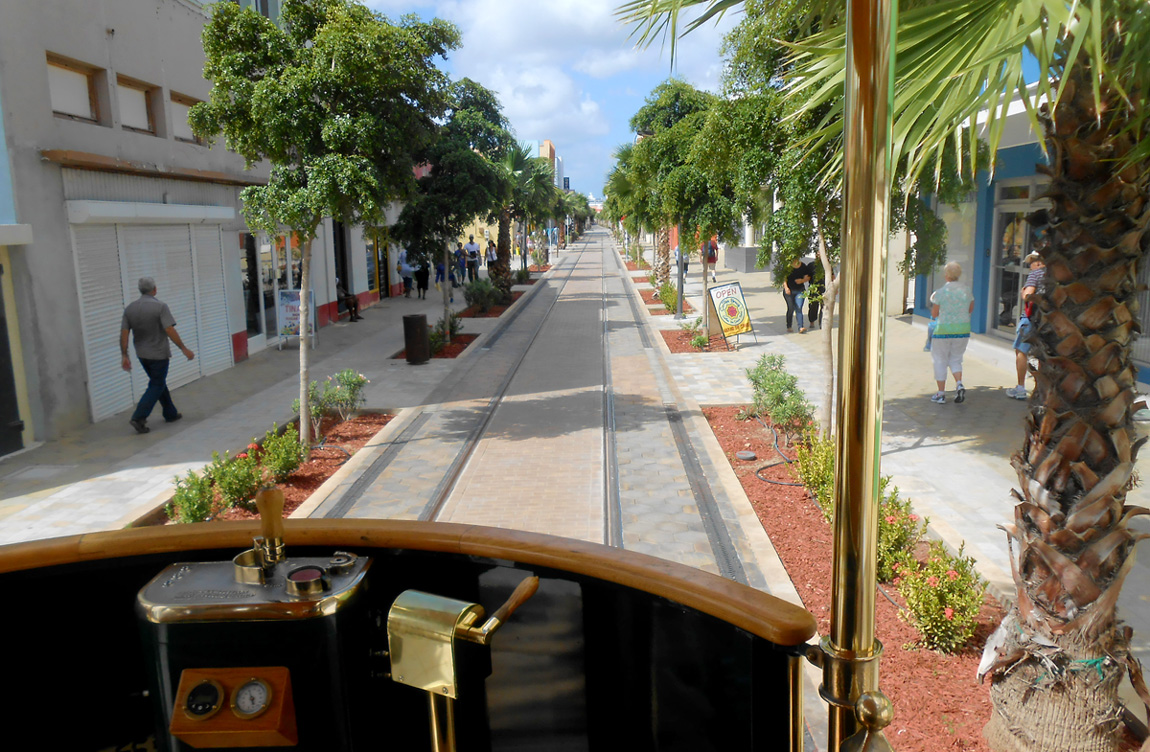
Vista de las vías desde la cabina de conducción.

La línea comienza desde el Puerto Call y sirve el centro de la ciudad con una ruta a lo largo de Schelpstraat, Havenstraat y Caya Betico Croes, esto es la carretera principal, que está abierta sólo a los peatones. Entre Rancho y Plaza Chipi Chipi, los tranvías hacia el este (hacia Plaza Nicky) corren vía Schelpstraat, y hacia el oeste (hacia Puerto Call), corren vía Havenstraat. La línea termina en Plaza Nicky.
Hay un total de 9 paradas situadas aproximadamente a 200 metros de distancia unas de otras. El taller para almacenamiento y mantenimiento de las unidades se encuentra entre las paradas Puerto Call y Rancho.
| Station           | Notes                                                                               |
| ----------------- | ----------------------------------------------------------------------------------- |
| Puerto Call       | Puerto de Oranjestad                                                                |
| Rancho            | Terminal de buses de Arubus, taller ferroviario                                     |
| Plaza Museo       | Tranvías hacia el este,N1 se encuentra el Museo Arqueológico Nacional de Oranjestad |
| Royal Plaza       | Tranvías hacia el oesteN2                                                           |
| Renaissance Mall  | Tranvías hacia el oesteN2                                                           |
| Plaza Chipi Chipi | También llamada "Plaza Mango"                                                       |
| Caya Betico Croes | Cerca del Banco de Aruba, el nombre de la estación todavía no está definido.        |
| Plaza Bon Bini    |                                                                                     |
| Plaza Nicky       | También llamada "Plaza Comercio"                                                    |

N1Solo trenes hacia el este.
N2Solo trenes hacia el oeste.

## Material rodante
La flota está compuesta de cuatro tranvías: Dos tranvías de dos pisos y dos de un solo piso. Los vehículos fueron fabricados en California. Funcionan gracias a baterías cargadas con hidrógeno.